# Тамбурмажор

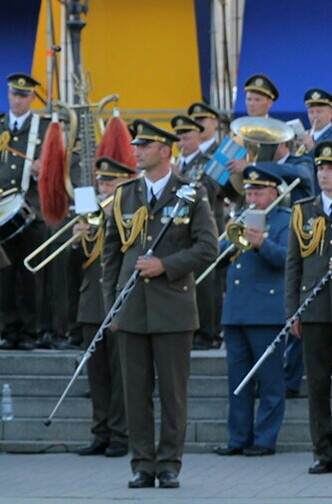
Тамбурмажо́р

Тамбурмажо́р (від фр. tambour — «барабан» і major — «головний, старший») — спочатку головний барабанщик, пізніше — керівник військового оркестру на марші, який відповідав за навчання музикантів. В армії Франції — з 1651 року. Тамбурмажор задавав оркестровий темп яскраво прикрашеним, так званим «тамбурмажорським», жезлом.

## Джерело
- Юрій Юцевич. Музика: словник-довідник. — Тернопіль, 2003. — 404 с. — ISBN 966-7924-10-6. (html-пошук по словнику, djvu)